# Monteirópolis
Monteirópolis is een gemeente in de Braziliaanse deelstaat Alagoas. De gemeente telt 7.292 inwoners (schatting 2009).